# Jakobstadsregionen
Denna artikel handlar endast om ekonomiska regionen, inte om samarbetsregionen med samma namn.
Jakobstadsregionen (finska: Pietarsaaren seutukunta) är en av ekonomiska regionerna i landskapet Österbotten i Finland. 
Folkmängden i Jakobstadsregionen uppgick den 1 januari 2013 till 49 783 invånare, regionens  totala areal utgjordes av 4 504 kvadratkilometer och landytan utgjordes av 2 470  kvadratkilometer.  I Finlands NUTS-indelning representerar regionen nivån LAU 1 (f.d. NUTS 4), och dess nationella kod är 154. Befolkningen i ekonomiska regionen är övervägande svensktalande. 

## Förteckning över kommuner
Jakobstadsregionen består av följande fem kommuner:
- Jakobstad stad
- Kronoby kommun
- Larsmo kommun
- Nykarleby stad
- Pedersöre kommun